# 日光御成街道
日光御成街道（にっこうおなりかいどう）・日光御成道（にっこうおなりみち）是以中世以來的鎌倉街道中道為前身，在江戶時代整備的日光街道的脇街道，將軍前往日光東照宮参詣之際利用的街道。在本鄉追分（文京區向丘）從中山道分岐，在幸手宿和日光街道合流。也是岩槻藩参勤交代之際利用的街道，所以也稱作「岩槻街道」。

## 行程
往江戶是上行、往日光（幸手）是下行。
| 宿場           | 江戶期的行政區分 | 江戶期的行政區分 | 現在的自治體 | 現在的自治體 | 現在的自治體 | 過去的自治體   | 特記事項       |
| 宿場           | 令制國           | 郡               | 都道府縣     | 市區町村     | 市區町村     | 過去的自治體   | 特記事項       |
| -------------- | ---------------- | ---------------- | ------------ | ------------ | ------------ | -------------- | -------------- |
| 起点：本鄉追分 | 武藏國           | 豐島郡           | 東京都       | 文京區       | 文京區       |                | 從中山道分岐   |
| 1. 岩淵宿      | 武藏國           | 豐島郡           | 東京都       | 北區         | 北區         |                |                |
| 2. 川口宿      | 武藏國           | 足立郡           | 埼玉縣       | 川口市       | 川口市       |                |                |
| 3. 鳩谷宿      | 武藏國           | 足立郡           | 埼玉縣       | 川口市       | 川口市       | 鳩之谷市       |                |
| 4. 大門宿      | 武藏國           | 足立郡           | 埼玉縣       | 埼玉市       | 綠區         | 北足立郡大門村 |                |
| 5. 岩槻宿      | 武藏國           | 埼玉郡           | 埼玉縣       | 埼玉市       | 岩槻區       | 岩槻市         | 岩槻城下       |
| 6. 幸手宿      | 武藏國           | 葛飾郡           | 埼玉縣       | 幸手市       | 幸手市       |                | 和日光街道合流 |

## 街道筋
以下的道路是相當於舊街道筋的現代路線。但是，因為道路擴張・橋梁設置等造成路線變更，所以和舊街道筋不完全一致。
- 本鄉追分（東京都文京區） - 東京都道455號本鄉赤羽線（本鄉通） - 飛鳥山（東京都北區）
- 飛鳥山（東京都北區） - 國道122號（明治通） - 音無橋（東京都北區）
- 音無橋（東京都北區） - 東京都道455號本鄉赤羽線 - 中十條一丁目（東京都北區）
- 中十条一丁目（東京都北區） - 東京都道460號中十条赤羽線 - 赤羽一丁目（東京都北區）
- 赤羽一丁目（東京都北區） - 東京都道445號常盤台赤羽線 - 赤羽三丁目（東京都北區）
- 赤羽三丁目（東京都北區） - 國道122號（北本通） - 新荒川大橋（東京都北區・埼玉縣川口市）
- 新荒川大橋（東京都北區・埼玉縣川口市） - 國道122號（岩槻街道） - 鳩谷變電所前（埼玉縣川口市）
- 鳩谷變電所前（埼玉縣川口市） - 埼玉縣道105號埼玉鳩谷線 - （埼玉縣埼玉市見沼區）
- （埼玉市見沼區内　一部市道）
- （埼玉市見沼區） - 埼玉縣道65號埼玉幸手線 - 加倉北（埼玉縣埼玉市岩槻區）
- 加倉北（埼玉市岩槻區） - 埼玉縣道65號埼玉幸手線 - （埼玉縣幸手市）

## 史跡等
- 西原一里塚（東京都北區・國之史跡）

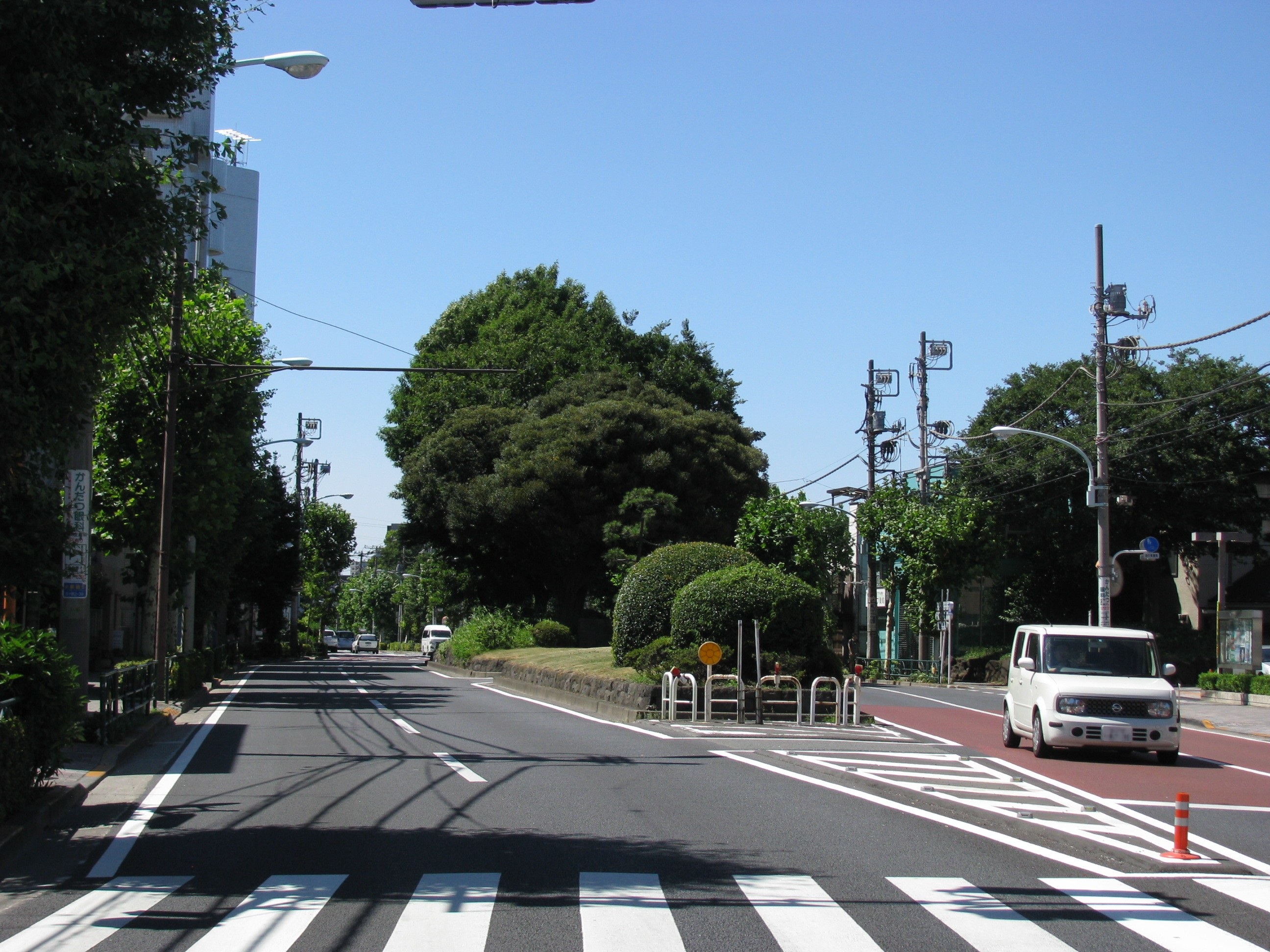
西原一里塚

- 下野田一里塚（埼玉縣白岡市・埼玉縣指定史跡）
- 下高野一里塚（埼玉縣北葛飾郡杉戶町・同）
- 岩槻城
- 杉並木
- 松並木

## 關連項目
- 御成街道